# Fliegerabteilung 205 (Artillerie)
Fliegerabteilung 205 (Artillerie) – FA A 205 (Oddział lotniczy artylerii nr 205) – niemiecka jednostka obserwacyjna i rozpoznawcza wspomagania artyleryjskiego Luftstreitkräfte z I wojny światowej.

## Informacje ogólne
Jednostka została utworzona w dniu 30 października 1916 roku z Artillerie-Fliegerabteilung 205. Jednostka uczestniczyła w walkach na froncie zachodnim, została rozwiązana po kapitulacji Niemiec. W 1917 roku jednostka była podporządkowana Kofl 5 Armii (Kommandeur der Flieger der 5. Armee).
W jednostce służyli m.in. Wili Siems oraz Leo Müller.

## Dowódcy eskadry
| Stopień | Nazwisko      | Okres                        |
| ------- | ------------- | ---------------------------- |
|         | Hugo Geyer    | lipiec-sierpień 1917         |
|         | Karl Albrecht | sierpień 1917 - styczeń 1918 |